# جروم ویلیس
جروم ویلیس (انگلیسی: Jerome Willis؛ ۲۳ اکتبر ۱۹۲۸ – ۱۱ ژانویهٔ ۲۰۱۴) یک هنرپیشه اهل بریتانیا بود.
از فیلم‌ها یا برنامه‌های تلویزیونی که وی در آن نقش داشته است می‌توان به مغ، خارطوم، اورلاندو و مجموعه تلویزیونی پوآرو اشاره کرد.